# 1139
1139 (MCXXXIX) a fost un an obișnuit al calendarului iulian.

## Evenimente
- 18 februarie: După moartea cneazului Iaropolk al II-lea, izbucnește o nouă criză de succesiune în Rusia kieveană, Viaceslav I fiind înlăturat de către Vsevolod al II-lea Olegovici; se reia conflictul dintre fiii lui Sviatoslav I și cei ai lui Vladimir al II-lea "Monomahul".
- 29 martie: Papa Inocențiu al II-lea emite bula Omne datum optimum, prin care conferă unele privilegii Ordinului templierilor.
- 4-11 aprilie: Al doilea conciliu de la Lateran; se încheie schisma lui Anaclet al II-lea și celibatul preoților devine condiție obligatorie în Biserica Latină; Roma este proclamată drept capitală a lumii; se interzice folosirea arbaletelor.
- 8 aprilie: Regele Roger al II-lea al Siciliei este excomunicat de către papa Inocențiu al II-lea.
- 9 aprilie: Al doilea tratat de la Durham, care instituie pacea între regii Ștefan al Angliei și David I al Scoției.
- 10 iulie: Roger de Apulia, fiul regelui Roger al II-lea al Siciliei, surprinde într-o ambuscadă pe papa Inocențiu al II-lea la Garigliano și îl face prizonier.
- 25 iulie: Bătălia de la Ourique: conduși de Ali ibn Yusuf, almohazii sunt înfrânți de către principele Afonso Enriques al Portugaliei; în urma acestei victorii, învingătorul este proclamat rege al Portugaliei, ca Afonso I, de către adunarea de la Lamego a statelor generale și primește coroana regală de la episcopul de Braganca, confirmându-se independența Portugaliei față de regatul de Leon.
- 25-27 iulie: Pacea de la Mignano dintre regele Roger al II-lea al Siciliei și papa Inocențiu al II-lea, cel din urmă emițând o bulă de confirmare a celui dintâi.
- 7 august: Regele Roger al II-lea obține confirmarea regatului Siciliei, a ducatului de Apulia și a principatului de Capua, ca fiefuri din partea Sfântului Scaun; Sicilia și Neapole sunt reunificate.
- 19 august: Zengi, atabegul de Mosul, începe asediul orașului Baalbek, deținut de damaschini.
- 10-21 octombrie: Baalbek este ocupat de Zengi, atabegul de Mosul, iar locuitorii sunt masacrați.
- 6 decembrie: Atabegul de Mosul, Zengi, supune Damascul unui asediu prelungit.
- Are loc o erupție a vulcanului Vezuviu.

## Înscăunări
- 23 iunie: Jemal ad-Din Muhammad, atabeg de Damasc.

## Nașteri
- 16 iunie: Konoe, împărat al Japoniei (d. 1155).

## Decese
- 25 ianuarie: Godefroi I de Leuven, duce al Lorenei Inferioare (n. 1060).
- 18 februarie: Iaropolk al II-lea, mare cneaz de Kiev (n. ?)
- 30 aprilie: Rainulf, conte de Alife și duce de Apulia (n. ?)
- 22/23 iunie: Mahmud, atabeg de Damasc (n. ?)
- 30 iunie: Otto de Bamberg, misionar și episcop german (n. 1060).
- 19 august: Godefroi I, conte de Namur (n. ?)
- 12 noiembrie: Magnus al IV-lea, rege al Norvegiei (n. 1115).
- 20 octombrie: Henric al X-lea, duce de Bavaria (n. 1108).